# Marina Dermastia
Marina Dermastia, slovenska rastlinska biologinja, * 15. april 1960, Ljubljana.

## Življenje in delo
Diplomirala je leta 1983 na ljubljanski Biotehniški fakulteti in prav tam 1993 tudi doktorirala. Strokovno se je izpopolnjevala v Bostonu. V letih 1986−90 je bila zaposlena na Inštitutu za biokemijo Medicinske fakultete v Ljubljani, od 1994 do 2007 na Katedri za botaniko Oddelka za biologijo Biotehniške fakultete v Ljubljani in od 2007 dalje na Nacionalnem inštitutu za biologijo (NIB). Danes deluje kot redna profesorica za področje botanike na Univerzi v Ljubljani  in znanstvena svetnica na Nacionalnem inštitutu za biologijo.
Sprva se je v raziskovalnem delu posvetila področju rastlinske biokemije in fiziologije ter molekularne biologije, pozneje pa se je posvetila povezovanju teh področij in proučevanju odzivov rastlin na žive in nežive dejavnike okolja.
Poleg raziskovanja in poučevanja se aktivno ukvarja s promocijo znanosti, med drugim kot članica uredniškega odbora slovenske izdaje revije National Geographic in pri organizaciji dogodkov, kot sta evropska noč raziskovalcev ter dan očarljivih rastlin. Prejela je naziv komunikatorice znanosti leta 2023, ki ga podeljuje Slovenska znanstvena fundacija.
Poročena je s Tomom Turkom.